# اندماج مقدم الدماغ
اندماج مقدم الدماغ هو أحد العيوب التي تحدث للجنين في المراحل الأولى من الحمل.
يحدث عادةً بين اليوم الثامن عشر والثامن والعشرين من الحمل. عادةً، يتكون الدماغ الأمامي ويبدأ الوجه بالتطور في الأسبوعين الخامس والسادس من الحمل البشري. تحدث هذه الحالة أيضًا في أنواع أخرى.
يُقدر حدوث اندماج الدماغ الأمامي في حالة واحدة تقريبًا من كل 250 حالة حمل؛ معظم الحالات لا تتوافق مع الحياة وتؤدي إلى وفاة الجنين في الرحم بسبب تشوهات في الجمجمة والدماغ. ومع ذلك، لا يزال يُقدر حدوث اندماج الدماغ الأمامي في حالة واحدة تقريبًا من كل 8000 ولادة حية.
عندما لا ينقسم الدماغ الأمامي للجنين لتكوين نصفي الكرة المخية الثنائيين (النصفين الأيمن والأيسر من الدماغ)، فإنه يسبب عيوبًا في نمو الوجه وفي بنية الدماغ ووظيفته.
تختلف شدة اندماج الدماغ الأمامي بشكل كبير. في الحالات الأقل شدة، يولد الأطفال بنمو دماغي طبيعي أو شبه طبيعي وتشوهات في الوجه قد تؤثر على العينين والأنف والشفة العليا.

## الأسباب
لا يوجد سبب واضح للمرض وأن كان من المرجح وجود بعض المواد السامة قد تتسبب فيها ولكن على أي الأحوال لم يثبت علاقة أي من المواد السامة بشكل قاطع..